# Callitriche longipedunculata
Callitriche longipedunculata là một loài thực vật có hoa trong họ Mã đề. Loài này được Morong mô tả khoa học đầu tiên năm 1891.